# Buergeria otai
Buergeria otai — вид бесхвостых земноводных из семейства веслоногих лягушек. Эндемик острова Тайвань, встречается в восточной и южной частях острова. Buergeria japonica, с которой Buergeria otai была перепутана, прежде чем она была описана как отдельный вид в 2017 году, встречается на северо-западе Тайваня. У этих двух видов есть только узкая зона контакта, и их можно различить по генетическим маркерам, голосам и морфологии.

## Этимология
Видовое название «otai» присвоено в честь профессора Хидэтоси Оты (яп. 太田 英利), в знак признания его «большого вклада в герпетологию и биогеографию в Восточной Азии».

## Описание
Длина тела взрослых самцов 23-29 мм, а взрослых самок — 30-38 мм от кончика носа до отверстия клоаки. Тело удлиненное и в меру стройное. Барабанная перепонка едва различима, но за ней видна заметная складка. У самцов сравнительно большой горловой (субгуральный) мешок. Пальцы передних лап тонкие, без перепонок, с присасывательными дисками среднего размера. Пальцы задних лап длинные, частично перепончатые, также несут диски среднего размера. Окраска спины варьирует в зависимости от условий освещения и фона. Днем отдыхающие лягушки обычно сероватые. Кричащие самцы по ночам бывают разного цвета: от серого, желтого, золотого, светло-коричневого до темно-оранжевого. На спине темная отметина, напоминающая букву X или H, которая может почти исчезнуть. Самки обычно буреют во время амплексуса. Горло и живот серо-белые. Горло покрыто небольшими пятнами неправильной формы, а на брюшной стороне бедер есть крошечные белые пятна.
Buergeria otai может издавать два типа криков: «короткие крики», состоящие из регулярных, длительных и продолжительных последовательных импульсов (обычно около 16-17), и «длинные крики», которые имеют большой пик в начале, серию изменяющихся быстрых импульсов и обычно заканчиваются еще одним коротким пиком. Первый крик похож на крик Buergeria japonica, тогда как последний уникален.

## Среда обитания и охрана
Buergeria otai обитают воле ручьев на высоте не более 1500 м. В основном они встречаются в небольших канавах или на мелководье возле ручьев, но не в основном русле реки. Размножение может происходить круглый год, но пик приходится на апрель-июль. Головастики донные, кормятся растительностью или детритом и живут на мелководье. Как и Buergeria japonica, этот вид устойчив к высоким температурам в горячих источниках. Головастики могут даже стремиться к высокой температуре. Неизвестно, разделяет ли этот вид солеустойчивость Buergeria japonica.
Ван и его коллеги предполагают, что Buergeria otai может быть самой многочисленной веслоногой лягушкой на Тайване. Ее популяция огромна, особенно в восточной части Тайваня. По состоянию на конец 2017 года Международный союз охраны природы (МСОП) еще не проводил оценку этого вида.